# Kościół św. Jana w Sztokholmie
Kościół św. Jana w Sztokholmie (szw. Sankt Johannes kyrka) – kościół parafialny szwedzkiego kościoła ewangelicko-luterańskiego w parafii o tej samej nazwie (S:t Johannes församling) wchodzącej w skład większej jednostki organizacyjnej pod nazwą Kontrakt Katedralny (szw. Domkyrkokontraktet) w diecezji sztokholmskiej. Kościół jest położony na wzgórzu Brunkeberg przy północnym krańcu ulicy Malmskillnadsgatan w sztokholmskiej dzielnicy Norrmalm.
Kościół ma status zabytku sakralnego według rozdz. 4 Kulturminneslagen (pol. Prawo o pamiątkach kultury) ponieważ został wzniesiony do końca 1939 (3 §).

## Historia

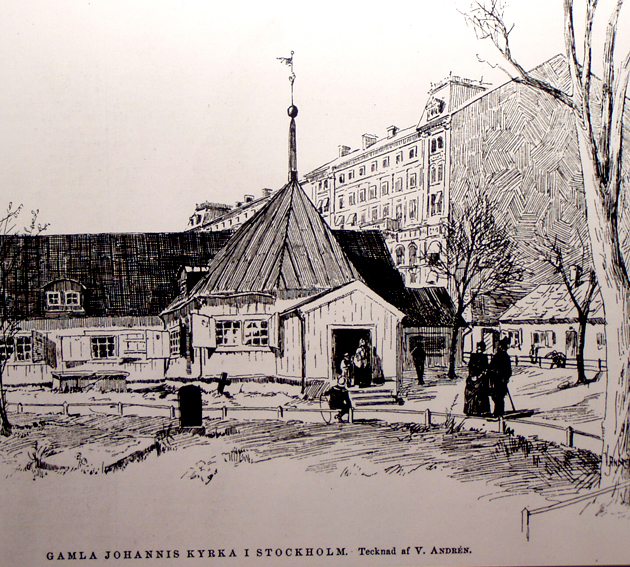
Pierwotny kościół św. Jana

Już w 1651 została w miejscu obecnego kościoła zbudowana drewniana kaplica cmentarna, jako że rozciągający się wokół niej teren służył jako cmentarz ówczesnej parafii św. Jana i św. Jakuba. W okresie późniejszym były plany wzniesienia w tym miejscu kościoła kamiennego. 
Po 1770 król Gustaw III wystąpił z inicjatywą budowy nowego kościoła w stylu klasycystycznym. Wykonanie projektu zlecono architektowi Jean Eric Rehnowi. 
Prace wstępne rozpoczęły się 4 września 1783 a już w lutym roku następnego zostały przerwane. Powodem były krytyczne uwagi króla, który w tym czasie podróżował po Włoszech i zapoznawał się z ideami rodzącego się wówczas klasycyzmu, iż projekt Rehna jest staroświecki. Król zlecił więc francuskiemu architektowi Léonowi Dufourny’emu wykonanie nowego projektu świątyni. Dufourny zaproponował kościół w tzw. stylu nowo-antycznym, bez okien. Propozycja jednak wydała się dziwaczna i nie została przyjęta. Zamiast tego postanowiono wyremontować i powiększyć dotychczasową, drewnianą budowlę.
Pod koniec XIX wieku, gdy ludność Sztokholmu gwałtownie się powiększała, myśl budowy nowego kościoła odżyła na nowo. Ogłoszony został konkurs, który wygrał architekt Carl Möller. Propozycja jego zawierała kościół w modnym wówczas stylu neogotyckim. 14 września, równo 100 lat po pierwszej propozycji zbudowania kościoła, decyzja zapadła. W 1884 budowa ruszyła z miejsca i w Dzień Zesłania Ducha św. (szw. Pingstdagen) 1890 kościół został konsekrowany; uroczystości konsekracyjnej przewodniczył arcybiskup Anton Niklas Sundberg a udział w niej wziął m.in. król Oskar II.
W 1901 w kościele założono instalację elektryczną.
W 1914 zmieniono układ ławek w kościele, tworząc środkowe przejście.
W latach 1945–46 miała miejsce gruntowna renowacja wnętrza świątyni pod kierunkiem architekta Erika Fanta; polepszono m.in. akustykę poprzez zamontowanie tzw. ekranów akustycznych w górnej części ścian i płyt z dykty – w dolnych.
W latach 1948–50 miała zewnętrzna renowacja. Poszycie dachu naw oraz wieży, wykonane pierwotnie z czerwonej, żółtej i brązowej cegły, ułożonej w geometryczne wzory, wymieniono na wzorzystą blachę miedzianą. W trakcie prac konserwacyjnych usunięto część wystroju zewnętrznego, m.in. rzygacze.
W 1969 zamontowano podświetlenie fasady kościoła.
W latach 1970–71 miały miejsce dalsze prace konserwacyjne: naprawiono pęknięcia sklepień, pod kierunkiem konserwatora Gösty Lindströma dokonano renowacji znajdujących się na nich malowideł a budynek kościoła został podłączony do sieci centralnego ogrzewania.
Od 1978 Polska Misja Katolicka w Sztokholmie, wynajmuje kościół do odprawiania katolickich mszy św. w języku polskim.
W 2000 wyremontowano wolno stojącą dzwonnicę.
W 19 grudnia 2024 kościół św. Jana został sprzedany Kościołowi Katolickiemu. Kościół zostanie oficjalnie przekazany katolikom w 2025 roku.

## Architektura

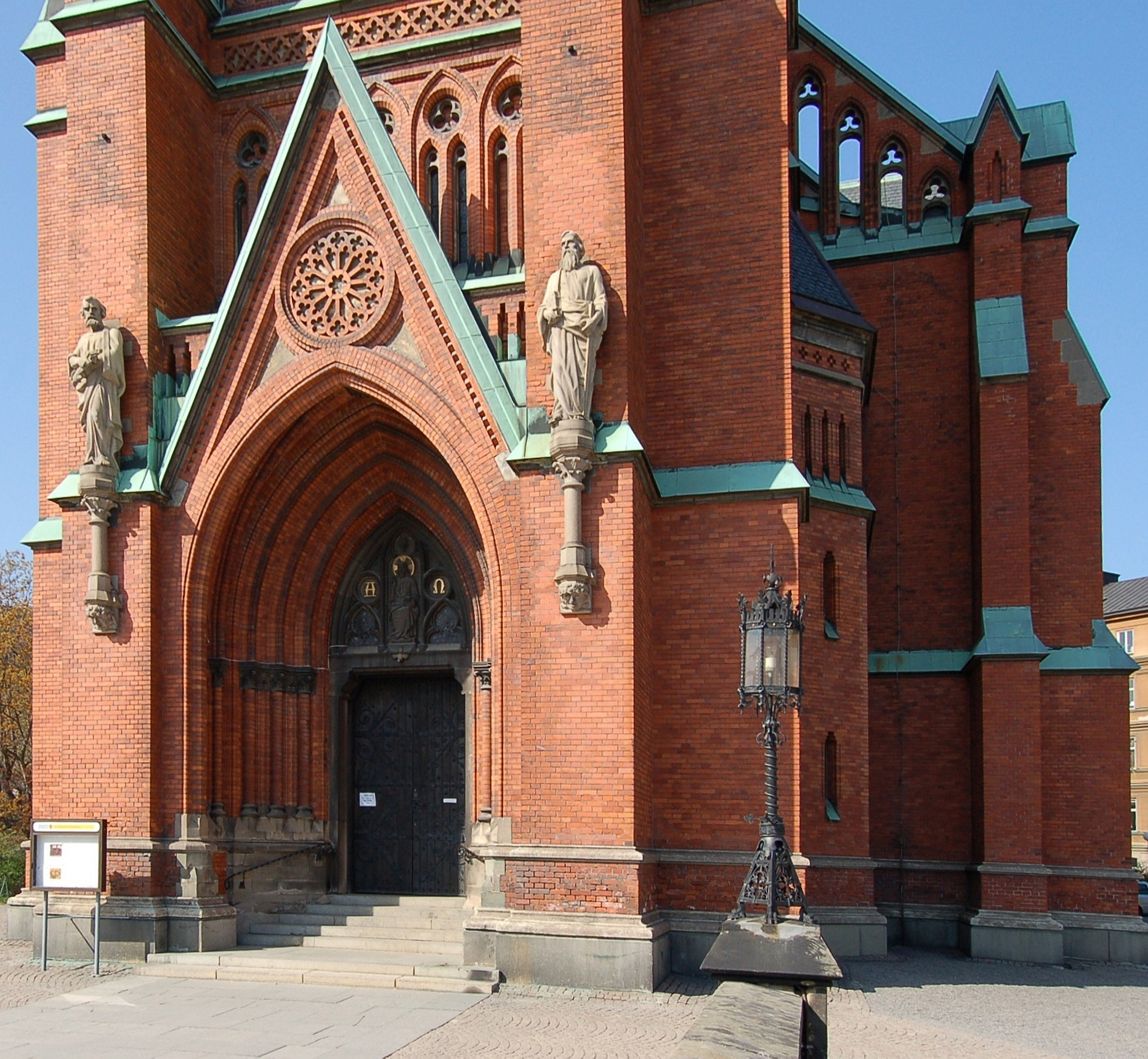
Portal główny

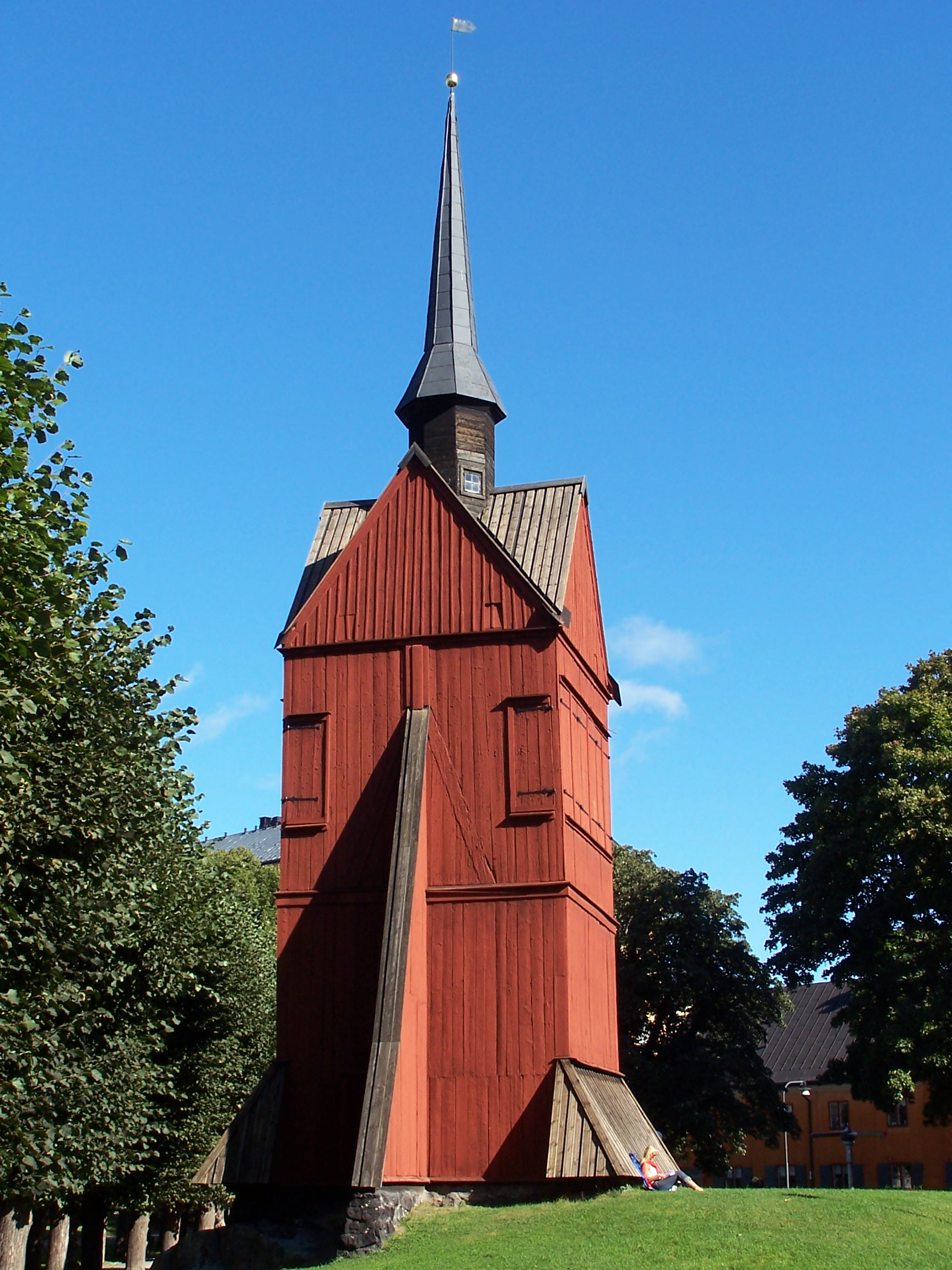
Dzwonnica

Kościół św. Jana jest budowlą neogotycką, orientowaną na osi północ-południe, trójnawową, z transeptem, wzniesioną z czerwonej cegły z południową fasadą zakończoną wieżą. Wieża, wysoka na 70 m, przypominająca wieże katedry w Uppsali, przez długi czas dominowała nad otoczeniem; dopiero później została zasłonięta przez nowe budynki. Wieża jest częściowo zbudowana z glazurowanej, wielokolorowej cegły.
Ponieważ kościół jest położony na pagórku, prowadzą do niego schody.
W fasadzie znajduje się reprezentacyjny portal uskokowy, zwieńczony wimpergą, wypełnioną maswerkowa dekoracją w kształcie rozety – dzieło Theodora Lundberga. Po obu stronach portalu umieszczono ogromne figury św. apostołów Piotra i Pawła. Nad portalem jest rząd gotyckich, niewielkich okien a nad nimi – ogromne okno, w kształcie rozety.

## Stara Dzwonnica przy kościele św. Jana
W pewnej odległości od kościoła wznosi się wolno stojąca, niewielka dzwonnica z 1692, będąca pozostałością dawnej XVII-wiecznej kaplicy. Z trzech dzwonów, które w niej pierwotnie wisiały, dwa przeniesiono do kościoła św. Jana a trzeci – do kościoła św. Stefana w 1904. Na dzwonnicy zamontowano natomiast nowy dzwon.

### Wystrój wewnętrzny
Sklepienia krzyżowo-żebrowe pomalowane zostały na przemian na żółto i na niebiesko i są bogato zdobione przy zwornikach. Przechodzą one w dół poprzez służki w filary wiązkowe, których rzędy oddzielone są od siebie ostrymi łukami tworząc w ten sposób przejścia do naw bocznych.
Ściany kościoła zostały przeprute ostrołukowymi, gotyckimi w formie oknami, wypełnionymi witrażami, wykonanymi przez firmę F X Zettler z Monachium. Tematyka witraży jest biblijna; środkowe okno w prezbiterium ukazuje Jezusa na krzyżu z Matką Boską i św. Janem, natomiast pozostałe cztery okna przedstawiają dwunastu apostołów, zgrupowanych po trzech. Okno transeptu zachodniego przedstawia scenę narodzenia Jezusa a wschodniego – jego zmartwychwstanie.
Prezbiterium kościoła znajduje się na podwyższeniu, zostało więc oddzielone od nawy głównej schodami. Malowidła na sklepieniu prezbiterium są dziełem Agi Lindegrena.
Szafa ołtarzowa, dzieło Theodora Lundberga utrzymana w formie gotyckiej, otrzymała dekorację rzeźbiarską z jasnego dębu, z licznymi złoceniami a jej tematem jest Jezus na krzyżu, otoczony postaciami ze Starego Testamentu: Ablem, Melchizedekiem, Aaronem i Izaakiem.
Po lewej stronie skrzyżowania nawy głównej z transeptem znajduje się ambona. Jest ona pokryta dekoracją rzeźbiarską, częściowo złoconą, przedstawiającą sceny z Męki Pańskiej. Z prawej strony prezbiterium znajduje się chrzcielnica na podstawie z marmuru, dekorowana w górnej części główkami aniołków.
Tuż obok chrzcielnicy znajdują się stare organy, zbudowane w 1967 przez firmę Bruno Christensen & Sønner z Danii. Mają one 19 głosów. 
Główne organy, znajdujące się na chórze, zostały zbudowane w 1975 przez inną duńską firmę, Frederiksborgs Orgelbyggeri i mają 62 piszczałki. Zachował się oryginalny prospekt organowy, zbudowany przez firmę Åkerman & Lund w 1890.
W lewej nawie znajduje się wizerunek obrazu Matki Boskiej Częstochowskiej.